# Can Clausolles
Can Clausolles, Casa dels Ocells o Can Creixell, és un edifici catalogat com a monument del municipi de la Garriga inclòs en l'Inventari del Patrimoni Arquitectònic de Catalunya.

## Descripció
Edifici civil. Habitatge unifamiliar aïllat. Consta de soterrani, planta baixa i pis. Coberta composta acabada en pissarra. Les obertures estan emmarcades. La façana principal és simètrica. Al cos central hi ha un balcó-porxo amb balustrada de pedra. De la mateixa manera que la resta d'obertures el balcó està encerclar i queda rematat per un frontó. Als extrems hi ha dues torres de planta poligonal amb coberta de pavelló.
Al bell mig del jardí hi ha una avinguda que queda limitada a l'est per una filera d'escultures i al nord per un petit temple de planta rectangular.

## Història
Es tracta de la modificació i ampliació de l'edifici denominat "casa dels ocells". El conjunt és de caràcter afrancesat.
El jardí, de caràcter neoclàssic, està desapareixent lentament per la parcel·lació de la finca.